# اللباش (رياح)
اللباش  (أو ليفشي Leveche) هي رياح جنوبية شرقية حارة جافة متربة أحياناً, تهب من الصحراء الكبرى على أراضي الجزائر الغربية وجنوب شرق إسبانيا, وهي مماثلة لرياح الخماسين.

## المصدر
- المعجم الجغرافي المناخي